# RD-193
El RD-193 es un motor cohete de cámara de combustión única de alto rendimiento, desarrollado en Rusia desde 2011 hasta 2013. Se deriva del RD-170 originalmente utilizado en el lanzador Energía.
El RD-193 es alimentado por una mezcla de keroseno / LOX y utiliza un ciclo de combustión por etapas rico en oxígeno. Se propuso el RD-193 como reemplazo del NK-33, que se está utilizando en el vehículo Soyuz 21|Soyuz-2-1v.

## Diseño
El motor es una versión simplificada del RD-191, que omite la cámara de ensamblaje oscilante y sus elementos estructurales relacionados, lo que reduce el tamaño y el peso (300 kg) y reduce los costos.

## Características Técnicas
| Nombre                             | RD-193        |               |
| ---------------------------------- | ------------- | ------------- |
| Empuje (nivel del mar)             | 1922 kN       |               |
| Empuje (vacío)                     | 2084 kN       |               |
| Masa                               | 1900 kg       |               |
| Longitud                           | 3 m           |               |
| Diámetro                           | 2,1 m         |               |
| Propergoles                        | LOX/Queroseno | LOX/Queroseno |
| Relación de mezcla                 |               |               |
| Presión en la cámara de combustión |               |               |
| Impulso específico vacío           | 337s          |               |
| Impulso específico nivel del mar   | 311s          |               |
| Relación de expansión de la tobera |               |               |